# Fußball-Weltmeisterschaft 1962/Spanien
Dieser Artikel behandelt die spanische Fußballnationalmannschaft bei der Fußball-Weltmeisterschaft 1962.

## Qualifikation
| Wales   | - | Spanien | 1:2 | Woosnam 7' / Rodríguez 21', Di Stéfano 78' |
| Spanien | - | Wales   | 1:1 | Peiró 55' / Allchurch 69'                  |

### Interkontinentales Playoff zwischen UEFA und CAF
| Marokko | - | Spanien | 0:1 | del Sol 80'                                                      |
| Spanien | - | Marokko | 3:2 | Marcelino 12', Di Stéfano 44', Collar 58' / Riahi 40', Azhar 64' |

## Spanisches Aufgebot
| Nr.               | Name                  | Verein vor WM-Beginn | Geburtstag | Spiele   | Tore     | Platzverweise |          |
| Torhüter          | Torhüter              | Torhüter             | Torhüter   | Torhüter | Torhüter | Torhüter      | Torhüter |
| ----------------- | --------------------- | -------------------- | ---------- | -------- | -------- | ------------- | -------- |
| 1                 | José Araquistáin      | Real Madrid          | 04.03.1937 | 1        | 0        | 0             |          |
| 2                 | Salvador Sadurní      | FC Barcelona         | 03.04.1941 | 0        | 0        | 0             |          |
| 3                 | Carmelo Cedrún        | Athletic Bilbao      | 06.12.1930 | 2        | 0        | 0             |          |
| Abwehrspieler     |                       |                      |            |          |          |               |          |
| 7                 | Luis María Echeberría | Athletic Bilbao      | 24.03.1940 | 1        | 0        | 0             |          |
| 10                | Sígfrid Gràcia        | FC Barcelona         | 27.03.1932 | 2        | 0        | 0             |          |
| 11                | Feliciano Rivilla     | Atlético Madrid      | 21.08.1936 | 1        | 0        | 0             |          |
| 13                | Pachín                | Real Madrid          | 28.12.1938 | 2        | 0        | 0             |          |
| 16                | Severino Reija        | Real Saragossa       | 25.11.1938 | 0        | 0        | 0             |          |
| 17                | Rodrí                 | FC Barcelona         | 08.03.1934 | 2        | 0        | 0             |          |
| 19                | José Santamaría       | Real Madrid          | 31.07.1929 | 2        | 0        | 0             |          |
| 20                | Joan Segarra          | FC Barcelona         | 15.11.1927 | 1        | 0        | 0             |          |
| Mittelfeldspieler |                       |                      |            |          |          |               |          |
| 5                 | Luis del Sol          | Real Madrid          | 06.04.1935 | 2        | 0        | 0             |          |
| 8                 | Jesús Garay           | FC Barcelona         | 10.09.1930 | 1        | 0        | 0             |          |
| 21                | Luis Suárez           | Inter Mailand        | 02.05.1935 | 2        | 0        | 0             |          |
| 22                | Martín Vergés         | FC Barcelona         | 08.03.1934 | 2        | 0        | 0             |          |
| Stürmer           |                       |                      |            |          |          |               |          |
| 4                 | Enrique Collar        | Atlético Madrid      | 02.11.1934 | 1        | 0        | 0             |          |
| 6                 | Alfredo Di Stéfano    | Real Madrid          | 04.07.1926 | 0        | 0        | 0             |          |
| 9                 | Francisco Gento       | Real Madrid          | 21.10.1933 | 3        | 0        | 0             |          |
| 12                | Joaquín Peiró         | Atlético Madrid      | 29.01.1936 | 2        | 1        | 0             |          |
| 14                | Ferenc Puskás         | Real Madrid          | 02.04.1927 | 3        | 0        | 0             |          |
| 15                | Eulogio Martínez      | FC Barcelona         | 11.06.1935 | 1        | 0        | 0             |          |
| 18                | Adelardo              | Atlético Madrid      | 26.09.1939 | 1        | 1        | 0             |          |
| Trainer           |                       |                      |            |          |          |               |          |
|                   | Helenio Herrera       |                      | 17.04.1910 |          |          |               |          |

## Spiele der spanischen Mannschaft

### Erste Runde
- Tschechoslowakei –  Spanien 1:0 (0:0)

Stadion: Estadio Sausalito (Viña del Mar)
Zuschauer: 12.700
Schiedsrichter: Steiner (Österreich)
Tore: 1:0 Štibrányi (80.)
- Spanien –  Mexiko 1:0 (0:0)

Stadion: Estadio Sausalito (Viña del Mar)
Zuschauer: 11.875
Schiedsrichter: Tesanić (Jugoslawien)
Tore: 1:0 Peiró (90.)
- Brasilien –  Spanien 2:1 (0:1)

Stadion: Estadio Sausalito (Viña del Mar)
Zuschauer: 18.715
Schiedsrichter: Bustamante (Chile)
Tore: 0:1 Adelardo (35.), 1:1 Amarildo (72.), 2:1 Amarildo (86.)
Der amtierende Weltmeister Brasilien konnte spielerisch in der Vorrunden-Gruppe 3 nicht überzeugen. Zwar wurde das Team Gruppensieger, doch das 2:0 gegen Mexiko, das 0:0 gegen die Tschechoslowaken und das 2:1 gegen die Spanier waren meilenweit von den 58er-Leistungen entfernt. Zudem verletzte sich Pelé nach zwei Spielen so schwer (Muskelriss), dass er durch den jungen Amarildo für den Rest des Turniers ersetzt werden musste. Amarildo machte seine Sache jedoch überraschend gut und entwickelte sich zu einem der besten Spieler der WM. Unerwartet wurden die Tschechoslowaken hinter Brasilien Zweiter, obwohl die Spanier (mit Puskás, Gento und Suárez) höher eingeschätzt worden waren. Wie im ganzen Turnier, so dominierte auch bei der CSSR die Defensivabteilung, die mit Pluskal, Popluhár und vor allem Masopust eine überragende Läuferreihe aufstellen konnte.